# Harmonice Musices Odhecaton

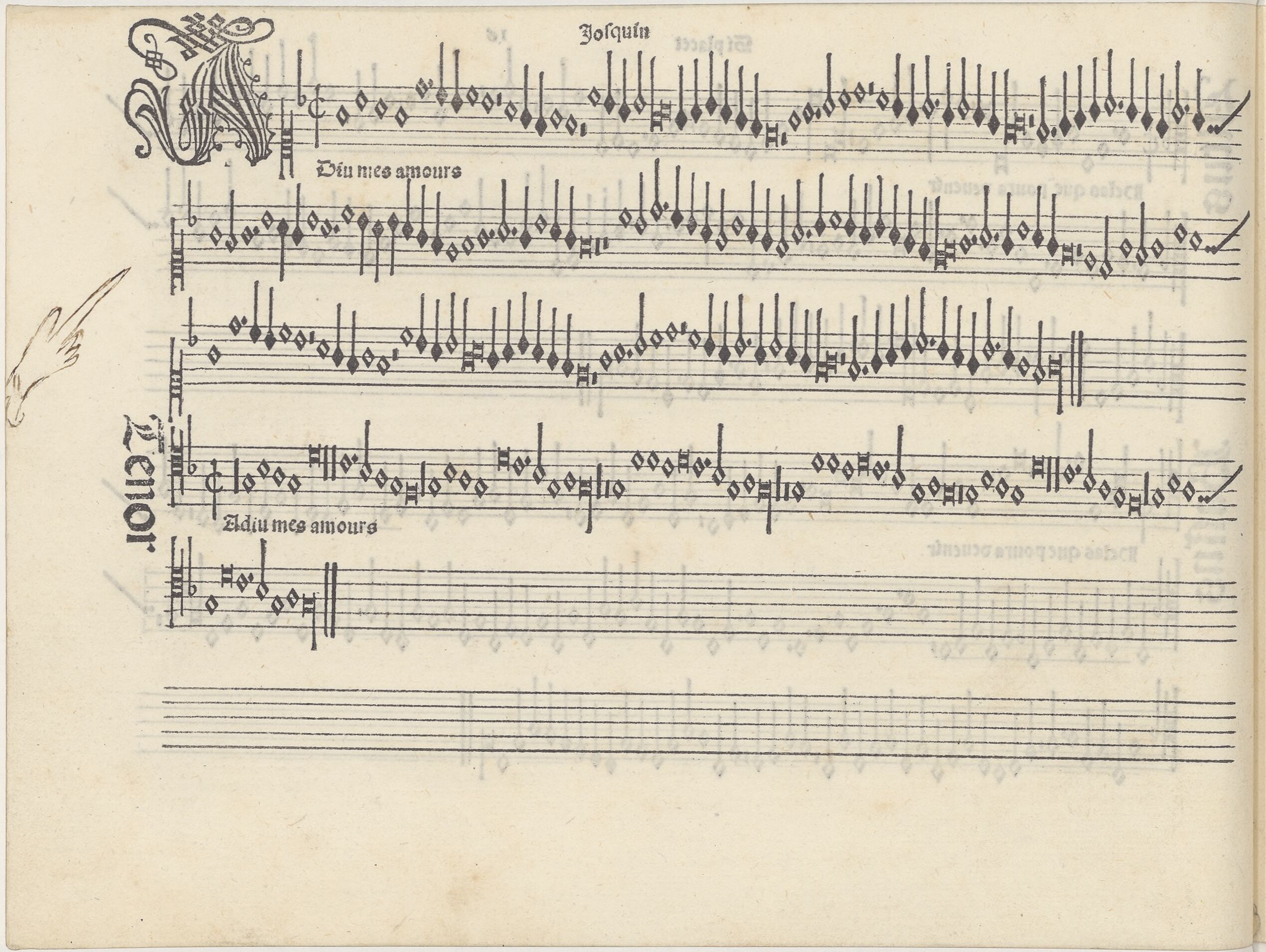
Adieu mes amours di Josquin des Prez nellOdhecaton.

Harmonice Musices Odhecaton (conosciuto anche semplicemente come Odhecaton) è la prima raccolta di musiche interamente stampata con caratteri mobili nel 1501 a Venezia dall'editore Ottaviano Petrucci, da Fossombrone (1466 - 1539).

## Storia
Intuendo il potenziale della stampa delle partiture musicali, già nel 1498 Petrucci aveva ottenuto una licenza esclusiva di vent'anni per tutte le attività di stampa relative alla musica in tutta la Repubblica di Venezia.
Il metodo di stampa utilizzato era a tripla impressione, consistente in tre fasi successive: prima veniva impresso il rigo musicale, poi le note ed altri simboli musicali ed infine il testo letterario.

## Contenuti
Il titolo della raccolta Harmonice Musices Odhecaton significa "Cento canti di musica armonica" (ma in realtà sono solo 96), cioè polifonica: le composizioni in essa contenute sono soprattutto chanson a tre e quattro voci. Il termine odhecaton è composto di due vocaboli greci: ᾠδή (ōdḕ), che significa "canto", e ἑκατόν (hekatón), che significa "cento"; inoltre, Harmonice sta per Harmonicae e Musices è una trascrizione latina del genitivo greco μουσικῆς.
Fra gli autori, i cui lavori sono contenuti nella raccolta, si possono citare: Alexander Agricola, Antoine Busnois, Loyset Compère, Hayne van Ghizeghem, Heinrich Isaac, Jean Japart, Jacob Obrecht, Johannes Ockeghem, Josquin Desprez, Johannes de Stokem e altri compositori franco-fiamminghi; diversi pezzi sono anonimi.
L'importanza della raccolta consiste nel fatto che con essa si ebbe un grande sviluppo nella diffusione delle opere musicali in tutta Europa e quindi lo sviluppo capillare di quest'arte come mai prima era stato possibile, in quanto in precedenza si doveva manoscrivere ogni spartito musicale.

## Edizioni
L'opera venne pubblicata in tre edizioni: Harmonice Musices Odhecaton A, B e C. La prima di esse non ci è pervenuta integra, ma si è potuto desumerne l'anno di pubblicazione grazie a una dedica al nobile e umanista veneziano Girolamo Donato, datata 15 maggio 1501; mentre le successive, rivedute e corrette, sono datate rispettivamente 14 gennaio 1503 e 25 maggio 1504.